# Bocula brunneata
Bocula brunneata là một loài bướm đêm trong họ Noctuidae.